# Палочки Непера

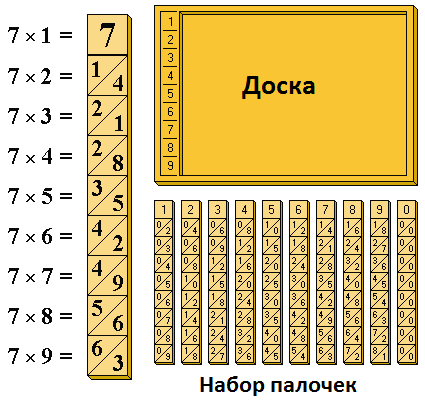
Палочки Непера

Па́лочки Не́пера, или не́перовы па́лочки, — счётный прибор, изобретённый шотландским математиком Джоном Непером (описан им в трактате 1617 года). Состоит из 10 палочек, имеющих форму удлинённого прямоугольного параллелепипеда. Каждая из боковых граней палочки делилась поперечными чертами на 9 квадратов, разделённых, в свою очередь, проводимыми в одном и том же направлении диагоналями на пары треугольников. Эти квадраты содержали в себе результаты умножения одного из первых 9 чисел в последовательном порядке от 1 до 9, причём в случае, если результат умножения представлял двузначное число, то его десятки помещались в верхнем треугольнике, а единицы в нижнем. Для представления нулей некоторые из боковых поверхностей палочек оставлялись не занятыми числами.
Прибор Непера мог непосредственно прилагаться только к исполнению действия умножения. Чтобы, например, умножить при его посредстве число 8365 на 7, нужно, выбрав соответствующие палочки, приложить их друг к другу таким образом, чтобы в верхних квадратах граней, обращённых к счётчику, находились числа 8, 3, 6, 5; тогда седьмые квадраты этих граней дадут искомые частные произведения множителя 7 на каждую из цифр множимого; затем останется только эти частные произведения сложить:
| 8                                                             | 3   | 6   | 5   |   |
| ------------------------------------------------------------- | --- | --- | --- | - |
| 1/6                                                           | 0/6 | 1/2 | 1/0 |   |
| 2/4                                                           | 0/9 | 1/8 | 1/5 |   |
| 3/2                                                           | 1/2 | 2/4 | 2/0 |   |
| 4/0                                                           | 1/5 | 3/0 | 2/5 |   |
| 4/8                                                           | 1/8 | 3/6 | 3/0 |   |
| 5/6                                                           | 2/1 | 4/2 | 3/5 |   |
| 6/4                                                           | 2/4 | 4/8 | 4/0 |   |
| 7/2                                                           | 2/7 | 5/4 | 4/5 |   |
| \| 5 \| 6+2 \| 1+4 \| 2+3 \| 5 \| \| 5 \| 8 \| 5 \| 5 \| 5 \| |     |     |     |   |
| 5                                                             | 6+2 | 1+4 | 2+3 | 5 |
| 5                                                             | 8   | 5   | 5   | 5 |

С гораздо меньшими удобствами производится при помощи этого прибора действие деления.